# République de Cospaia
1440–1826
Entités précédentes :
- États pontificaux

Entités suivantes :
- États pontificaux
- Grand-duché de Toscane

La république de Cospaia est une minuscule république qui a existé en Ombrie de 1440 à 1826. Divisée en 1826 entre le Grand-Duché de Toscane et les États pontificaux, elle fait à présent partie de la frazione de San Giustino, dans la province de Pérouse.

## Histoire

### Création de la république
En 1440, le pape Eugène IV, alors en conflit avec le concile de Bâle-Ferrare-Florence-Rome, décide de vendre un territoire à la république de Florence. Une portion de ce territoire, par erreur, n’est pas mentionnée dans le traité et les habitants en profitent pour déclarer leur indépendance,.
Ce malentendu viendrait du fait que, à 500 mètres de la rivière censée établir la frontière (simplement appelée "Rio"), existait une rivière homonyme. Les délégués florentins considéraient comme nouvelle frontière le "Rio" plus au nord, contrairement aux délégués de la papauté qui prenaient comme référence son homonyme plus au sud. Ainsi, de ce quiproquo émerge un cas de terra nullius, dont les habitants proclament leur indépendance puisqu'ils n'étaient sujet à aucune autorité de leurs voisins. Florence et les États Papaux en reconnaissent l'autonomie en 1484, ne souhaitant pas renégocier la frontière déjà complexe.

### L'implantation dans le cadre de la péninsule italienne
Le type de gouvernement républicain était très peu courant jusqu'à la Révolution française. Il y avait des républiques maritimes (aux institutions aristocratiques) comme Venise ou la République de Saint-Marin.
Les Cospaiésis basèrent alors leur indépendance sur la liberté totale de ses habitants, possesseurs de la souveraineté, sans être incarnée dans un organe d'autorité à la manière d'États,. Cospaia disposait aussi d'un drapeau officiel, encore utilisé à quelques occasions. Cette bannière était caractérisée par sa division en deux parties, une noire et une blanche coupée en diagonale. Sur les armes de la république apparaissait "le village entre les deux petites rivières, avec deux poissons à droite et un plant de Nicotiana tabacum à gauche, au-dessus la devise et la durée de la République".
Une des raisons de la prospérité de Cospaia fut donc le fait d'être le seul territoire dans toute l'Italie ne suivant pas l'interdiction papale sur la culture du tabac, permettant d'acquérir un monopole de la production avec ses 25 hectares de sols fertiles,.
La Cospaia n'ayant pas d'obligations tributaires avec ses voisins pontificaux et florentins et n'instaurant pas de taxes d'importation, la république était devenue une zone franche entre les deux puissances. Malgré la relative petite taille (3,3 km2) du territoire, les 250 habitants profitèrent de la situation tout en améliorant la culture du tabac, devenant un des pionniers de la péninsule italienne en la matière. Des variétés de tabacs ont même conservé le nom cospaia.

### Institutions
La République de Cospaia n'avait ni gouvernement formel, ni système légal. Il n'y avait ni prison, ni armée régulière ou non plus de force de police. Responsable de l'administration, un Conseil des Anciens et des chefs de familles était convoqué pour les affaires décisionnelles ou judiciaires.
Le curé de San Lorenzo prenait part aux réunions en tant que « président » du « conseil des Anciens », position partagée avec un membre de la famille Valenti, la plus importante du pays. Les réunions étaient tenues dans la maison des Valenti jusqu'en 1718, pour ensuite se tenir dans l'église de l'Annonciation jusqu'à la dissolution de la République. Sur l'architrave de la porte de l'église demeure la seule loi écrite de la petit république : « Perpetua et firma libertas », qui peut être traduit par « Liberté perpétuelle et durable ». Cette devise était aussi gravée sur la cloche du parvis.

### Fin de la République
Après plusieurs siècles d'existence, Cospaia fut réduite à un simple réceptacle de contrebande. Des gens de toutes parts vinrent jouir de ses privilèges, pour notamment des raisons économiques ou échapper à la justice des États voisins, ce qui n'était pas inhabituel dans les petits États frontaliers.
Après les guerres napoléoniennes, 14 représentants de la République présentent un acte de soumission le 26 juin 1826 à la papauté. En compensation, chaque Cospaiési reçut une pièce d'argent papale et l'autorisation de perpétuer la culture du tabac.
De grands propriétaires terriens locaux avaient saisi les rênes de l'industrie du tabac locale en achetant la majorité des terres dans l'ex-république, telles que les familles Collacchioni et Giovagnoli, pour ensuite imposer la production de la plante dans toute la vallée, devenant la principale ressource agricole.

## Galerie photographique

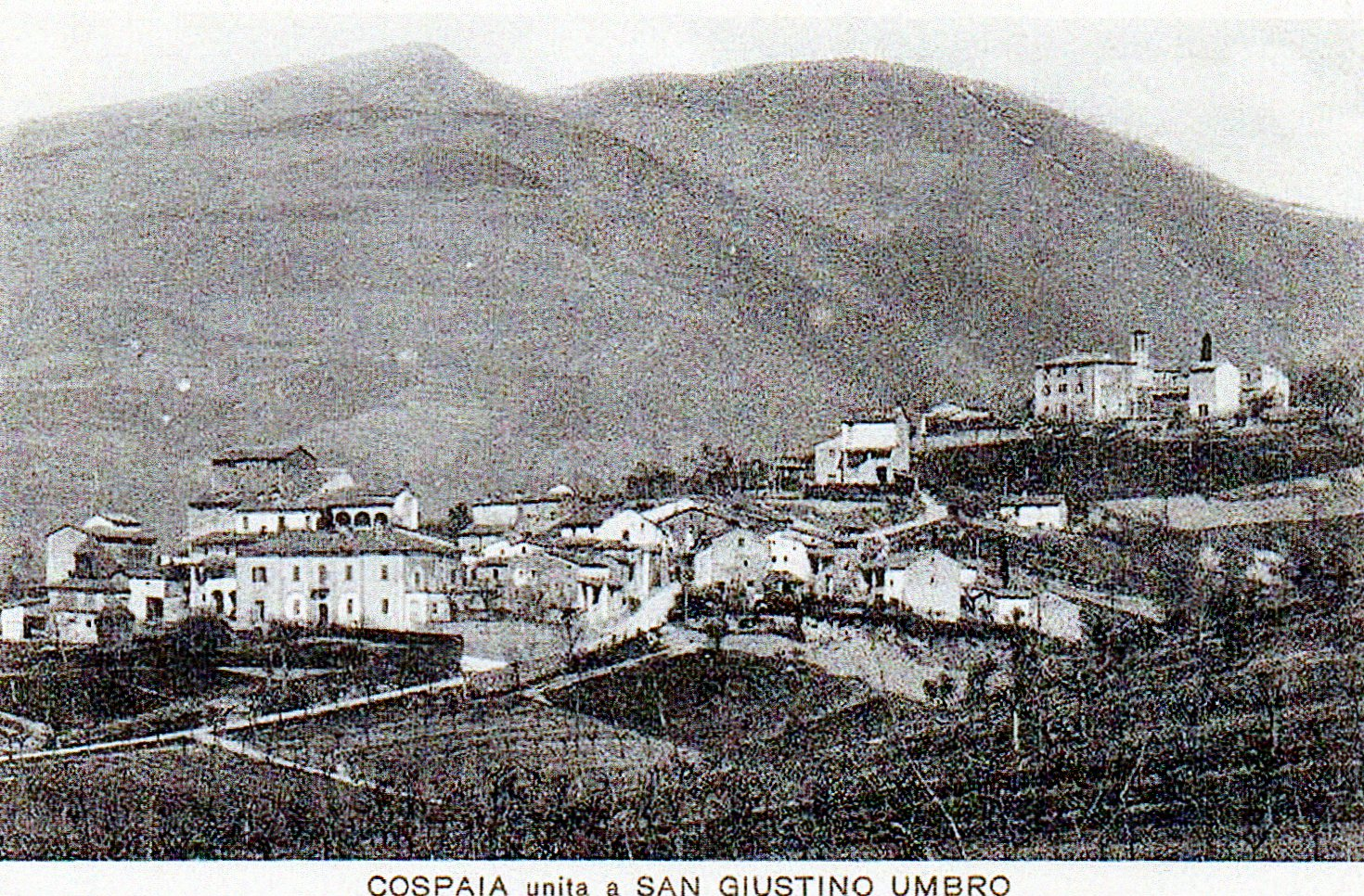
Vue